# Un ragazzo di Calabria
Un ragazzo di Calabria (pt: O rapaz da Calábria) é um filme ítalo-francês de 1987, do gênero drama, dirigido por Luigi Comencini e protagonizado por Gian Maria Volonté.